# هویکوالده (زاکسن-آنهالت)
هویکوالده (به آلمانی: Heuckewalde) یک منطقهٔ مسکونی در آلمان است که در گوتنبورن واقع شده‌است. هویکوالده ۴۴۱ نفر جمعیت دارد.